# PTracer

pTracer este un vector de expresie mamalian de 4,2 kb, derivat din pZeoSV2, care permite detecția vizuală a celulelor E. Coli transformate sau a celulelor mamaliene transfectate. Vectorul este utilizat în biologia moleculară și induce expresie tranzientă sau stabilă eficientă a genei de interes. Vectorul este disponibil comercial, fiind produse diferite variante de companii precum Invitrogen.